# بطولة العالم للرالي كروس
بطولة العالم للرالي كروس هي سلسلة سباقات رالي كروس يتم تنظيمها من قبل الاتحاد الدولي للسيارات بالتعاون مع شركة آي إم جي موتورسبورت التي تقوم بتسويقها. انطلق الموسم الأول منها في سنة 2014 وفاز بها السائق النرويجي بيتر سولبرغ والذي عاد في مرة أخرى في الموسم الذي يليه وفاز بها مرة أخرى.